# Castellia tuberculosa
Castellia tuberculosa là một loài thực vật có hoa trong họ Hòa thảo. Loài này được (Moris) Bor mô tả khoa học đầu tiên năm 1948.